# Armin Becker
Armin Becker (* 1962 in Marburg) ist ein deutscher Provinzialrömischer Archäologe und Althistoriker.

## Leben
Becker studierte Geschichte sowie Vor- und Frühgeschichte an den Universitäten Marburg und Göttingen. In Marburg wurde er 1991 bei Karl Christ mit einer Dissertation zum Thema „Rom und die Chatten“ promoviert. Von 1994 bis 1995 war er wissenschaftlicher Angestellter am Brandenburgischen Landesamt für Denkmalpflege und an der Kommission für Archäologische Landesforschung in Hessen (Grabung Bad Nauheim). 1996 absolvierte er ein Volontariat am Landesamt für Denkmalpflege Hessen, an dem er von 1997 bis 2002 als wissenschaftlicher Angestellter angestellt war. Von 2002 bis 2012 war er wissenschaftlicher Mitarbeiter am DFG-Projekt „Waldgirmes“ der Römisch-Germanischen Kommission des Deutschen Archäologischen Instituts. Zwischen 1996 und 2009 war er mit der Durchführung der archäologischen Ausgrabungen um das Römische Forum Lahnau-Waldgirmes betraut. Zusammen mit Gabriele Rasbach erarbeitete Becker die abschließende Publikation dieser Grabung.
Von 2015 bis 2020 leitete Becker Ausgrabungsprojekte des Archäologischen Parks Xanten in den Insulae 13 und 40 der antiken Colonia Ulpia Traiana. Seit Herbst 2021 leitet er dort die Abteilung Bodendenkmalpflege des Archäologischen Parks.

## Ausgrabungen und Forschungsschwerpunkt
Armin Becker war und ist als Mitarbeiter sowie als Leiter an zahlreichen Ausgrabungen beteiligt:
- Hatzfeld (Eder) (Landkreis Waldeck-Frankenberg, Hessen, Deutschland): Germanisches Gräberfeld
- Alise-Sainte-Reine (Département Côte-d’Or, Burgund, Frankreich): Caesarische Militäranlagen in Alesia
- Zachow (Ketzin/Havel) (Landkreis Havelland, Brandenburg, Deutschland): Germanische und slawische Siedlung
- Bad Nauheim (Wetteraukreis, Hessen, Deutschland): Keltische Saline
- 1996–2009: Lahnau-Waldgirmes, (Lahn-Dill-Kreis, Hessen, Deutschland): Forschungsgrabung in der augusteischen Stadtgründung in der Germania Magna (4 v. Chr. bis 16 n. Chr.)
- 2017–2020: Xanten (Kreis Wesel, Nordrhein-Westfalen, Deutschland): Colonia Ulpia Traiana[2]

Beckers Forschungsschwerpunkt sind die Kontakte und Konflikte zwischen Römern und Germanen.

## Veröffentlichungen (Auswahl)
- Rom und die Chatten (= Quellen und Forschungen zur hessischen Geschichte. Band 88). Hessische Historische Kommission, Darmstadt/Marburg 1992 (zugleich Dissertation, Marburg 1991).
- Zur Logistik der augusteischen Germanenfeldzüge. In: Peter Kneißl, Volker Losemann (Hrsg.): Imperium Romanum. Studien zu Geschichte und Rezeption. Festschrift für Karl Christ zum 75. Geburtstag. Steiner, Stuttgart 1998, S. 41–50.
- Die Ausgrabung einer römischen Stadt. Waldgirmes im Lahn-Dill-Kreis. In: Helmuth Schneider, Dorothea Rohde (Hrsg.): Hessen in der Antike. Die Chatten vom Zeitalter der Römer zur Alltagskultur der Gegenwart. euregioverlag. Kassel 2006, ISBN 978-3-933617-26-2, S. 88–104.
- Die Wetterau- und die Lahntrasse. Stand der archäologischen Forschungen. In: Johann-Sebastian Kühlborn u. a. (Hrsg.): Rom auf dem Weg nach Germanien. Geostrategie, Vormarschtrassen und Logistik (= Bodenaltertümer Westfalens. Band 45). Philipp von Zabern, Mainz 2008, S. 37–47.
- Die Römer an der Lahn. Die Ausgrabungen in Waldgirmes. In: Helmuth Schneider (Hrsg.): Feindliche Nachbarn. Rom und die Germanen. Böhlau, Köln/Weimar/Wien 2008, S. 97–115.
- Germanicus und die Chatten. Waldgirmes und der Feldzug 15 n. Chr. In: Chattenland. Forschungen zur Eisenzeit in Hessen. Beiträge zum Forschungskolloquium Marburg 19.–21. November 2009. Otto-Herman Frey zum 80. Geburtstag gewidmet (= Berichte der Kommission für Archäologische Landesforschung in Hessen. Band 10). Leidorf, Rahden (Westfalen) 2008, S. 47–55.
- Γερμανία bei Cassius Dio. In: Gymnasium. Band 119, 2012, S. 63–73.
- mit Gabriele Rasbach: Waldgirmes. Die Ausgrabungen in der spätaugusteischen Siedlung von Lahnau-Waldgirmes (1993–2009). Philipp von Zabern, Darmstadt 2015, ISBN 978-3-8053-4968-0.